# Nicole Scherzinger
Nicole Prescovia Elikolani Valiente Scherzinger (også kendt som Nicole Kea, født 29. juni 1978) er en amerikansk sangerinde, danser og sangskriver. Hun kendes primært som forsanger for The Pussycat Dolls
Scherzinger blev født på Hawaii af en russisk mor med hawaiianske rødder og en filippinsk far, men er opvokset i Louisville, Kentucky med sin stedfar Gary, mor Rosemary, samt søsteren Ke'ala.
I 2001 deltog hun i en pigegruppe kaldet Eden's Crush i den første sæson af Popstars på amerikansk tv. Gruppen fik et hit samme år med singlen Get Over Yourself, der nåede top 5 på de amerikanske salgshitlister. Gruppen blev dog senere opløst efter en række problemer hos deres pladeselskab.
Efterfølgende foretog hun en række solooptrædende under kunstnernavnet "Nicole Kea". I den forbindelse deltog hun på soundtracket til filmen 50 First Dates (2003).
Juni måned samme år blev hun optaget i dansetruppen Pussycat Dolls, der var ved at blive relanceret som en popgruppe. Med denne gruppe fik hun selv og de andre deltagende stor succes både hjemme i USA og i udlandet – heriblandt Europa.
Hendes første soloalbum, Her Name Is Nicole, udkom i 2007.
I 2011 var hun dommer på den amerikanske af X Factor sammen med Simon Cowell, Paula Abdul og L.A. Reid, hvor hun erstattede Cheryl Cole. Det blev bekræftet i januar 2012, at hun ikke vil medvirke som dommer i anden omgang og hun blev erstattet af Britney Spears. Hun var gæst dommer på den engelske udgave af X Factor efter Kelly Rowland stoppede og hun blev senere permanent dommer på programmet. 
Hun har tidligere dannet par med Formel 1-køreren Lewis Hamilton.

## Filmografi
- Men in Black 3 (2012)